# Romuald Kujawski
Romuald Maciej Kujawski (ur. 24 stycznia 1947 w Poznaniu) – polski duchowny rzymskokatolicki, doktor teologii, misjonarz, biskup koadiutor Porto Nacional w latach 2008–2009, biskup diecezjalny Porto Nacional w latach 2009–2022, od 2022 biskup senior diecezji Porto Nacional.

## Życiorys
Syn Edmunda i Marii. Pochodzi z parafii Matki Boskiej Bolesnej w Poznaniu, w której w 1947 został ochrzczony. Ukończył I Liceum Ogólnokształcące im. Karola Marcinkowskiego w Poznaniu, składając w 1965 egzamin dojrzałości.
Formację do kapłaństwa odbywał w Arcybiskupim Seminarium Duchownym w Poznaniu. Święcenia prezbiteratu otrzymał 24 maja 1973 w bazylice archikatedralnej Świętych Apostołów Piotra i Pawła w Poznaniu z rąk arcybiskupa metropolity poznańskiego Antoniego Baraniaka. Studiował teologię życia wewnętrznego na Papieskim Uniwersytecie Gregoriańskim w Rzymie, gdzie 8 lipca 1982 uzyskał stopień doktora na podstawie dysertacji A Espiritualidade do Sacerdote Diocesano segundo o ensinamento do Cardeal Stefan Wyszynski, Primaz da Polônia. 14 września 1996 na uniwersytecie Pontifícia Universidade Católica de Minas Gerais uzyskał tytuł licencjata filozofii na podstawie monografii As essenciais categorias filosóficas no pensamento de Emanuel Mounier – uma tentativa de descobrir.
11 marca 1988 przybył do Brazylii jako misjonarz Fidei Donum archidiecezji poznańskiej, z przeznaczeniem do pracy w archidiecezji Diamantina. Pełnił tam m.in. funkcję rektora seminarium w latach 1990–1997. W grudniu 1999 został skierowany do pracy misyjnej w archidiecezji Palmas. Tam również pełnił funkcję rektora seminarium w latach 2000–2008, w latach 2003–2008 był także m.in. wikariuszem biskupim ds. administracyjnych.
28 czerwca 1997 arcybiskup metropolita poznański Juliusz Paetz mianował go kanonikiem Prześwietnej Kapituły Metropolitalnej Poznańskiej. 6 czerwca 2002 otrzymał tytuł prałata.
2 lipca 2008 papież Benedykt XVI mianował go biskupem koadiutorem diecezji Porto Nacional. Święcenia biskupie otrzymał 15 sierpnia 2008 na placu Słonecznikowym (Praça dos Girassóis) w Palmas. Głównym konsekratorem był Alberto Taveira Corrêa, arcybiskup metropolita Palmas, a współkonsekratorami Geraldo Vieira Gusmão, biskup diecezjalny Porto Nacional, Patrick Hoogmartens, biskup diecezjalny hasselcki, i Stanisław Gądecki, arcybiskup metropolita poznański. Jako zawołanie biskupie przyjął słowa „State in fide” (Trwajcie mocno w wierze), zaczerpnięte z 1. listu do Koryntian (1 Kor 16,13). 28 września 2008 w kościele Matki Boskiej Bolesnej w Poznaniu odprawił biskupią mszę prymicyjną.
4 listopada 2009, po przyjęciu przez papieża rezygnacji biskupa Geraldo Gusmão, objął urząd biskupa diecezjalnego Porto Nacional. 14 grudnia 2022 papież Franciszek przyjął jego rezygnację z urzędu biskupa diecezjalnego.

## Odznaczenia
W 2023 został odznaczony medalem „Milito Pro Christo”.